# Gmina Kastre
Gmina Kastre (est. Kastre vald) – gmina wiejska w Estonii, w prowincji Tartu.

## Historia
Gmina Elva powstała w 2017 roku w ramach reformy administracyjnej estońskich samorządów lokalnych. Gminy Haaslava, Mäksa i Võnnu połączyły się tworząc gminę Kastre.

## Demografia
W skład gminy wchodzą:
- 2 alevik: Roiu, Võnnu
- 49 wsi: Aadami, Aardla, Aardlapalu, Agali, Ahunapalu, Alaküla, Aruaia, Haaslava, Hammaste, Igevere, Ignase, Imste, Issaku, Järvselja, Kaagvere, Kaarlimõisa, Kannu, Kastre, Kitseküla, Koke, Kriimani, Kurepalu, Kurista, Kõivuküla, Kõnnu, Lange, Liispõllu, Lääniste, Melliste, Metsanurga, Mõra, Mäksa, Mäletjärve, Paluküla, Poka, Päkste, Rookse, Rõka, Sarakuste, Sudaste, Tammevaldma, Terikeste, Tigase, Tõõraste, Uniküla, Vana-Kastre, Veskimäe, Võruküla, Võõpste